# Artemisia laciniata
Artemisia laciniata är en växtart i släktet malörter (Artemisia) och familjen korgblommiga växter. Arten beskrevs av Carl Ludwig Willdenow.

## Utbredning
Arten förekommer i Centraleuropa, Centralasien, Sibirien, Japan och i subarktiska Nordamerika. Tidigare räknades alvarmalörten (A. oelandica) till denna art, men numera ses den som en egen art, endemisk på Öland.